# Axel Pons
Axel Pons Ramón (ur. 9 kwietnia 1991 w Barcelonie) – hiszpański motocyklista.

## Kariera
Axel Pons jest synem utytułowanego zawodnika MMŚ, Sito Ponsa, który w przeszłości zdobywał m.in. tytuł mistrza kategorii 250 cm³ (dwa razy). Swój debiut w MotoGP Axel zaliczył w 2008 (dzika karta, kategoria 125 cm³), przed tym jednak ścigał się w Mistrzostwach Hiszpanii CEV Buckler 2008, tam zaliczył fatalny upadek i złamał obie nogi, jednak dzięki wielkiej determinacji i silnej woli wrócił jeszcze w tym samym sezonie na tor, natomiast już z początkiem 2009 podpisał kontrakt i dołączył do Pepe World Pons WRB (klasa 250 cm³), ostatecznie zakończył rok 26.
Gdy w 2010 utworzono kategorię Moto2, Pons znalazł tam od razu miejsce, konkretnie w ekipie Pons Kalex, tam spędził 2011, 2012, i 2013, nie osiągnął większych sukcesów. Kolejny raz zmienił team w 2014, już bez wsparcia rodzinnego związał się z AGR, z którym zajął 23. miejsce.

## Statystyki

### Sezony
| Sezon | Klasa   | Motocykl   | Wyścigi | Wygrane | Podia | PP | Najsz. okr. | Pkt. | Msc. |
| ----- | ------- | ---------- | ------- | ------- | ----- | -- | ----------- | ---- | ---- |
| 2008  | 125 cm³ | Aprilia    | 3       | 0       | 0     | 0  | 0           | 0    | NC   |
| 2009  | 250 cm³ | Aprilia    | 16      | 0       | 0     | 0  | 0           | 3    | 26   |
| 2010  | Moto2   | Pons Kalex | 14      | 0       | 0     | 0  | 0           | 7    | 33   |
| 2011  | Moto2   | Pons Kalex | 12      | 0       | 0     | 0  | 0           | 1    | 32   |
| 2012  | Moto2   | Kalex      | 17      | 0       | 0     | 0  | 0           | 11   | 24   |
| 2013  | Moto2   | Kalex      | 17      | 0       | 0     | 0  | 0           | 6    | 25   |
| 2014  | Moto2   | Kalex      | 17      | 0       | 0     | 0  | 0           | 28   | 23   |
| 2015  | Moto2   | Kalex      | 16      | 0       | 0     | 0  | 0           | 41   | 19   |
| 2016  | Moto2   | Kalex      | 5       | 0       | 0     | 0  | 0           | 17*  | 13*  |
| Razem |         |            | 117     | 0       | 0     | 0  | 0           | 114  |      |

* – sezon w trakcie

### Starty
| Sezon | Klasa   | Zespół     | 1       | 2       | 3       | 4       | 5       | 6       | 7       | 8       | 9       | 10     | 11     | 12      | 13     | 14      | 15      | 16      | 17      | 18      | Poz. | Pkt. |
| ----- | ------- | ---------- | ------- | ------- | ------- | ------- | ------- | ------- | ------- | ------- | ------- | ------ | ------ | ------- | ------ | ------- | ------- | ------- | ------- | ------- | ---- | ---- |
| 2008  | 125cc   | Aprilia    | QAT     | SPA Ret | POR 26  | CHN     | FRA     | ITA     | CAT Ret | GBR     | NED     | GER    | CZE    | RSM     | IND    | JPN     | AUS     | MAL     | VAL     |         | NS   | 0    |
| 2009  | 250 cm³ | Aprilia    | QAT Ret | JPN Ret | SPA Ret | FRA Ret | ITA 17  | CAT 16  | NED Ret | GER 16  | GBR 20  | CZE 16 | IND 14 | RSM 16  | POR 15 | AUS Ret | MAL Ret | VAL Ret |         |         | 26   | 3    |
| 2010  | Moto2   | Pons Kalex | QAT Ret | SPA 19  | FRA Ret | ITA Ret | GBR 23  | NED DNS | CAT     | GER     | CZE 25  | IND 14 | RSM 18 | ARA Ret | JPN 19 | MAL 17  | AUS 14  | POR 13  | VAL Ret |         | 33   | 7    |
| 2011  | Moto2   | Pons Kalex | QAT 16  | SPA Ret | POR 15  | FRA Ret | CAT Ret | GBR Ret | NED Ret | ITA DNS | GER 22  | CZE 24 | IND    | RSM     | ARA    | JPN Ret | AUS 19  | MAL NC  | VAL DNS |         | 32   | 1    |
| 2012  | Moto2   | Kalex      | QAT 22  | SPA 18  | POR Ret | FRA 16  | CAT 22  | GBR Ret | NED Ret | GER Ret | ITA Ret | IND 21 | CZE 15 | RSM 17  | ARA 16 | JPN 9   | MAL 13  | AUS Ret | VAL 20  |         | 24   | 11   |
| 2013  | Moto2   | Kalex      | QAT Ret | AME 16  | SPA Ret | FRA Ret | ITA Ret | CAT 14  | NED 21  | GER 15  | IND Ret | CZE 20 | GBR 21 | RSM 17  | ARA 16 | MAL Ret | AUS 24  | JPN 13  | VAL 20  |         | 25   | 6    |
| 2014  | Moto2   | Kalex      | QAT Ret | AME 19  | ARG 26  | SPA 16  | FRA Ret | ITA 15  | CAT 8   | NED Ret | GER 15  | IND 16 | CZE 11 | GBR 10  | RSM 9  | ARA Ret | JPN Ret | AUS DNS | MAL Ret | VAL Ret | 23   | 28   |
| 2015  | Moto2   | Kalex      | QAT NU  | AME NW  | ARG     | SPA NU  | FRA 15  | ITA 9   | CAT NU  | NED 22  | GER 15  | IND 7  | CZE 17 | GBR 15  | RSM 11 | ARA 12  | JPN NU  | AUS 24  | MAL 11  | VAL 8   | 19   | 41   |
| 2016  | Moto2   | Kalex      | QAT NU  | ARG 8   | AME 22  | ESP NU  | FRA 7   | ITA     | CAT     | NED     | GER     | AUT    | CZE    | GBR     | SMR    | ARA     | JPN     | MAL     | AUS     | VAL     | 13*  | 17*  |

* – sezon w trakcie